# 百々義則
百々 義則（もも よしのり、1964年12月14日 - ）は日本で活動するミュージカル俳優および元バレエダンサーである。東京都出身。劇団四季所属。

## 来歴
大学時代は経済学部で学び、大学時代にアメリカ合衆国へ観光した時にブロードウェイで観た舞台に衝撃を受け、帰国後にジャズダンスを始めた。しかし大学卒業後は大手メーカーにサラリーマンとして勤めたが3年で退職し、25歳からバレエを習いはじめた。その後はバレエダンサーとして活動し、1996年に劇団四季オーディションに合格し四季へ入団した。美女と野獣のアンサンブル役で初舞台出演し、のちにルミエール役を演じている。

## 主な出演

### 舞台
- 美女と野獣（アンサンブル、ルミエール）
- キャッツ（マンゴジェリー、スキンブルシャンクス、ランパスキャット）
- 青い鳥（砂糖）
- 桃次郎の冒険（犬、サル）
- マンマ・ミーア!（ハリー・ブライト）
- ウィキッド（ディラモンド教授）
- ライオンキング（ザズ）
- ノートルダムの鐘（クロパン）
- バケモノの子（百秋坊）
- ジキル&ハイド[1]

### テレビ
- うちの子にかぎって…第2期（1984年第11話ダンス指導役）

### ラジオ
- FMサウンドクルーズ（2012年12月[2]）